# Броненосці типу «Кайзер Макс» (1875)
Броненосці типу «Кайзер Макс» (нім. Kaiser Max Klasse) - броненосці ВМС Австро-Угорщини другої половини 19-го століття. 

## Історія створення
Внаслідок австро-угорського компромісу 1867 року дві частини дуалістичної монархії мали право вето на рішення одна одної. Незацікавленість Угорщини в морській експансії призвела до різкого скорочення бюджету флоту. Кошти для будівництва нових кораблів не виділялись. Тому було вирішено побудувати нові кораблі під виглядом «модернізації», кошти на яку виділялись з меншими труднощам.
У 1873-1876 роках броненосці типу «Кайзер Макс» були «модернізовані», а фактично збудовані заново. План модернізації був розроблений Йозефом фон Ромако.
Від попередніх кораблів залишились лише машини, частина броні та деяке обладнання.

## Конструкція

### Корпус та силова установка
Дерев'яні корпуси броненосців типу «Кайзер Макс» були розібрані, механізми демонтовані і розміщені в нових металевих корпусах більшої довжини.
Бронювання складалось з броньового поясу товщиною 203 мм та поперечних перегородок на обох кінцях цитаделі товщиною 115 мм.
Казематна батарея захищалась 125-мм бронею.
Частина броні була використана з попередніх кораблів, решта виготовлена із бесемерівської сталі.
Силова установка складалась з однієї 2-циліндрової горизонтальної парової машини потужністю 2 755 к.с., яка обертала один гвинт. Розрахункова швидкість становила 12 вузлів. Пару виробляли 5 парових котлів.
Запас вугілля становив 380 т.
Одразу після побудова на кораблях було встановлене вітрильне оснащення площею 1 633,5 м². У 1880 році воно було скорочене до 1 156,6 м², а до 1890-х років демонтоване повністю.

### Озброєння
«Кайзер Макс» були перебудовані як казематні броненосці. Вісім 210-мм гармат Круппа розташовувались в броньованому казематі, по чотири з кожного борту. Лише дві передні гармати, розміщені в кутовому гарматному порту, могли вести вогонь по ходу корабля. Інші вели вогонь тільки обмеженою дугою убік.
Крім того, на кораблях були встановлені чотири 90-мм гармати, дві 70-мм гармати, шість 47-мм гармат, дві 25-мм мітральєзи
Також кораблі мали по чотири 350-мм торпедні апарати. Один був розміщений в носовій частині, один в кормовій, і два уздовж бортів.

## Представники
| Назва                                        | Верф                                     | Закладений          | Спущений на воду    | Вступив у стрій     | Доля                                                                                          |
| -------------------------------------------- | ---------------------------------------- | ------------------- | ------------------- | ------------------- | --------------------------------------------------------------------------------------------- |
| «Кайзер Мах» Kaiser Max                      | «Stabilimento Tecnico Triestino», Трієст | 14 лютого 1874 року | 28 грудня 1875 року | 26 жовтня 1876 року | У 1920 році переданий ВМС Югославії Подальша доля невідома                                    |
| «Дон Хуан де Астурія» SMS Don Juan d'Austria | «Stabilimento Tecnico Triestino», Трієст | 14 лютого 1874 року | 25 жовтня 1875 року | 26 червня 1876 року | Виключений зі складу флоту у 1904 році Перетворений на плавучу казарму Потоплений у 1919 році |
| «Принц Ойген» SMS Prinz Eugen                | Арсенал Поли, Пола                       | жовтень 1874 року   | 7 вересня 1877 року | листопад 1878 року  | У 1919 році переданий ВМС Італії подальша доля невідома                                       |